# Marcianne Mukamurenzi
Marcianne Mukamurenzi (11 novembre 1959) è un'ex mezzofondista e maratoneta ruandese.
Ha rappresentato il Ruanda in tre edizioni dei Giochi olimpici dal 1984 al 1992.

## Record nazionali
- 3000 metri piani: 8'59"90 ( Digione, 27 luglio 1991)

## Palmarès
| Anno | Manifestazione           | Sede          | Evento         | Risultato | Prestazione | Note |
| ---- | ------------------------ | ------------- | -------------- | --------- | ----------- | ---- |
| 1983 | Mondiali                 | Helsinki      | 1500 m piani   | Batteria  | 4'30"58     |      |
| 1983 | Mondiali                 | Helsinki      | 3000 m piani   | Batteria  | 9'26"59     |      |
| 1984 | Giochi olimpici          | Los Angeles   | 1500 m piani   | Batteria  | 4'31"56     |      |
| 1984 | Giochi olimpici          | Los Angeles   | 3000 m piani   | Batteria  | 9'27"08     |      |
| 1987 | Giochi panafricani       | Nairobi       | 10000 m piani  | Argento   | 33'58"55    |      |
| 1987 | Mondiali                 | Roma          | Maratona       | 27ª       | 2h49'38"    |      |
| 1988 | Campionati africani      | Annaba        | 10000 m piani  | Oro       | 33'58"55    |      |
| 1988 | Giochi olimpici          | Seul          | Maratona       | 38ª       | 2h40'12"    |      |
| 1989 | Giochi della Francofonia | Rabat         | 3000 m piani   | Argento   | 9'10"71     |      |
| 1989 | Giochi della Francofonia | Rabat         | 10000 m piani  | Oro       | 34'18"84    |      |
| 1989 | Campionati africani      | Lagos         | 10000 m piani  | Bronzo    | 34'09"48    |      |
| 1990 | Mondiali di cross        | Aix-les-Bains | Corsa seniores | 19ª       | 19'59"      |      |
| 1991 | Mondiali di cross        | Anversa       | Corsa seniores | 10ª       | 20'57"      |      |
| 1991 | Mondiali                 | Tokyo         | 10000 m piani  | Batteria  | 32'33"27    |      |
| 1992 | Giochi olimpici          | Barcellona    | 10000 m piani  | Batteria  | 33'00"66    |      |

## Altre competizioni internazionali
1991
- Oro al CrossCup de Hannut ( Hannut)